# Allosauroidea
Allosauroidea este o superfamilie sau cladă de dinozauri teropod care conține patru familii: Metriacanthosauridae, Allosauridae, Carcharodontosauridae și Neovenatoridae. Allosauroizii, alături de familia Megalosauroidea, au fost printre prădătorii de vârf care au fost activi în timpul Jurasicului mijlociu până în perioada Cretacică târzie. Din cei paisprezece taxoni alosauroizi, cinci sunt cunoscuți pentru specimene cu cranii relativ complete; taxonii sunt:  Allosaurus, Sinraptor, Yangchuanosaurus, Carchardontosaurus și Acrocanthosaurus. Cel mai cunoscut și cel mai bine înțeles alosauroid  este genul nord american  Allosaurus.
Cel mai vechi cunoscut alosauroid, Shidaisaurus jinae, a apărut în Jurasicul mijlociu timpuriu (probabil stadiul Bajocian) în China. Ultimii membri care au supraviețuit au murit în urmă cu aproximativ 93 de milioane de ani în Asia (Shaochilong) și America de Sud (Mapusaurus), deși megaraptoranii pot aparține și grupului. Rămășițe suplimentare, dar extrem de fragmentare, aparținând probabil carcarodontosauridelor au fost găsite din Maastrichtianul târziu (acum 70-66 de milioane de ani) în Brazilia. O interpretare alternativă este de a atribui rămășițele abelisauridelor, care împărtășesc modelul distinct de smalț încrețit curbat găsit în rămășițele braziliene cu carcarodontozauride.
Alosauroizii aveau cranii lungi, înguste, orbite mari, mâini cu trei degete și aveau de obicei „coarne” sau creste ornamentale pe cap. Ei prezintă sisteme imunitare în stil reptilian, care secretă fibrina în locurile vătămate pentru a preveni răspândirea infecțiilor prin fluxul sanguin. Această caracteristică a fost observată prin examinarea leziunilor și a infecțiilor pe oasele alosauroidelor. Este posibil ca alosauroizii să fi fost animale sociale, deoarece multe resturi de alosauroizi au fost găsite în imediata apropiere unul de altul. Alosauroizii au fost probabil predatori activi și din anumite studii, cei care au răspuns cel mai bine la mirosuri și zgomote puternice de joasă frecvență.

## Clasificare
Cladograma prezentată mai jos urmărește analiza simplificată realizată în 2012 de Carrano, Benson și Sampson după excluderea taxonilor Poekilopleuron, Xuanhanosaurus și Streptospondylus.
|                     | Allosauridae                                                             |
|                     |                                                                          |
| Carcharodontosauria | \| \| Neovenatoridae \| \| \| \| \| \| Carcharodontosauridae \| \| \| \| |
|                     | \| \| Neovenatoridae \| \| \| \| \| \| Carcharodontosauridae \| \| \| \| |
|                     | Neovenatoridae                                                           |
|                     |                                                                          |
|                     | Carcharodontosauridae                                                    |
|                     |                                                                          |

|  | Neovenatoridae        |
|  |                       |
|  | Carcharodontosauridae |
|  |                       |

|                     | Allosauridae                                                             |
|                     |                                                                          |
| Carcharodontosauria | \| \| Neovenatoridae \| \| \| \| \| \| Carcharodontosauridae \| \| \| \| |
|                     | \| \| Neovenatoridae \| \| \| \| \| \| Carcharodontosauridae \| \| \| \| |
|                     | Neovenatoridae                                                           |
|                     |                                                                          |
|                     | Carcharodontosauridae                                                    |
|                     |                                                                          |

|  | Neovenatoridae        |
|  |                       |
|  | Carcharodontosauridae |
|  |                       |